# Vasco Cabral
Vasco Cabral (Farim, 1926-Bissau, 2005) va ser un polític i escriptor de Guinea Bissau. De 1974 a 2004 va ser ministre d'economia i finances, de justícia i vicepresident de Guinea Bissau.
Va estudiar a la Universitat Tècnica de Lisboa, va ser opositor al règim salazarista des de 1949 i va ser detingut en 1953 després de participar en el IV Festival de la Joventut de Bucarest. Empresonat fins 1958, milita en el Partit Comunista Portuguès des de 1961 i passa a la clandestinitat. En 1962 s'escapa de Portugal amb Agostinho Neto i torna a la Guinea Portuguesa, on s'uneix al Partit Africà per la Independència de Guinea i Cap Verd i lluita en la guerra d'independència de Guinea Bissau. Molt proper a Amílcar Cabral, va escapar il·lès en l'atemptat del seu assassinat en 1973. Tot i que es va oposar al cop d'estat que va deposar Luís Cabral, de 1974 a 2004 va ocupar diversos càrrecs oficials: ministre d'economia i finances, coordinador d'Economia i Planificació, ministre justícia, membre del Conselho de Estado i vicepresident de Guinea Bissau.

## Obra
- A luta é a minha primavera, 1981 (poesia)